# Live at the Greek Theatre 2008
Live at the Greek Theatre 2008 (рус. Концерт в Греческом Театре 2008) — концертный альбом Ринго Старра и его All-Starr Band, выпущенный 27 июля 2010 года лейблом Hip-O Records (входящим в медиахолдинг Universal Music Group). На альбоме представлены записи с концерта Старра и All-Starr Band, состоявшегося 2 августа 2008 в The Greek Theater (Лос-Анджелес, штат Калифорния, США).
Live at the Greek Theatre 2008 — один из немногих альбомов Старра, изданных на больших, влиятельных лейблах звукозаписи; он выпущен Universal Music Group, подобно тому как в 2008 студийный альбом Старра Liverpool 8 был выпущен на «большом» лейбле Capitol Records. Одной из причин выпуска этого альбома на «солидном» лейбле, возможно, было то, что Греческий Театр (находящийся в Лос-Анджелесе) является более «солидной» концертной площадкой, чем некоторые другие сцены, на которых Старр давал концерты.
В альбом не вошли некоторые из песен, прозвучавших на выступлении; в фильме о концерте, вышедшем на DVD вместе с альбомом, присутствует несколько больше песен, чем на альбоме. Например, на альбом не вошла инструментальная пьеса Эдгара Уинтера «Frankenstein» (выпущена, в частности, на альбоме Старра и All-Starr Band Ringo Starr & His All Starr Band Live 2006) и (что вроде бы должно было обязательно попасть на альбом) концертная версия песни Старра «Liverpool 8». В альбом вошла и исполнявшаяся на концерте совместным хором из музыкантов и публики песня Джона Леннона «Give Peace a Chance».
Новости, анонсы и отзывы об альбоме публиковались на официальном сайте The Beatles и на официальном сайте Ринго Старра.

## Список композиций
Ведущий вокал во всех песнях — Ринго Старр, кроме указанных особо.
| №   | Название                                                     | Автор(ы) | Ведущий вокал | Длительность |
| --- | ------------------------------------------------------------ | --- | ------------- | ------------ |
| 1.  | «Introduction»                                               | включает версии «With A Little Help From My Friends» (Леннон — Маккартни) и «It Don't Come Easy» (Ричард Старки) |               | 4:24         |
| 2.  | «What Goes On»                                               | Леннон/Маккартни/Старки                                                                                          |               | 3:48         |
| 3.  | «The Stroke»                                                 | Билли Сквайер | Билли Сквайер | 6:55         |
| 4.  | «Free Ride»                                                  | Daniel Earl Hartman                                                                                              | Edgar Winter  | 5:23         |
| 5.  | «Dream Weaver»                                               | Gary Wright | Gary Wright   | 5:09         |
| 6.  | «Boys»                                                       | Luther Dixon/Wes Farrell                                                                                         |               | 4:03         |
| 7.  | «Pick Up the Pieces»                                         | Average White Band                                                                                               | Hamish Stuart | 6:12         |
| 8.  | «Act Naturally»                                              | Voni Morrison/Johnny Russell                                                                                     |               | 3:25         |
| 9.  | «Yellow Submarine»                                           | Леннон — Маккартни                                                                                               |               | 3:20         |
| 10. | «Never Without You»                                          | Старки/Хадсон/Nicholson                                                                                          |               | 5:26         |
| 11. | «I Wanna Be Your Man»                                        | Леннон — Маккартни                                                                                               |               | 3:40         |
| 12. | «Who Can It Be Now»                                          | Колин Хэй | Колин Хэй     | 4:55         |
| 13. | «Photograph»                                                 | Старки/Харрисон                                                                                                  |               | 3:56         |
| 14. | «Oh My My»                                                   | Richard Starkey/Vini Poncia                                                                                      |               | 5:02         |
| 15. | «With a Little Help from My Friends» / «Give Peace a Chance» | Леннон — Маккартни                                                                                               |               | 5:18         |

## Над альбомом работали
(The 2008 All Starr Band Line Up)
- Ринго Старр — барабаны, вокал
- Билли Сквайер — гитара, бас-гитара, вокал
- Колин Хэй — гитара, вокал
- Edgar Winter — клавишные, саксофон, вокал
- Gary Wright — клавишные, клавитара (Keytar), вокал
- Hamish Stuart — бас-гитара, гитара, вокал
- Gregg Bissonette — барабаны, вокал

### Технический персонал
- Brian Bavido — Engineer
- Chris Bellman — Mastering
- Ute Friesleben — Production Manager
- Barry Korkin — A&R
- Mary Jane Miller — Project Coordinator
- Meire Murakami — Art Direction, Design
- Rob Shanahan — Photography
- Adam Starr — Product Manager
- Bruce Sugar — Engineer, Mixing